# 푸르치
푸르치(이탈리아어: Furci)는 이탈리아 아브루초주 키에티도에 있는 코무네이다.